# Џејмс Лабри
Кевин Џејмс Лабри (енгл. Kevin James LaBrie; Пенетангвишин, 5. мај 1963) је канадски певач, најпознатији по свом раду са америчким прогресив метал саставом Дрим тијатер (енгл. Dream Theater).

## Биографија
Лабри је рођен у малом рибарском насељу Пенитангвишин у држави Онтарио, у Канади. Са пет година је почео да пева и свира бубњеве, а са шест је већ успешно копирао различите вокалне стилове, а у основној школи је кренуо на часове певања. Како би се озбиљније посветио музичкој каријери, са 18 година се преселио у Торонто, где је 1984. године почео да похађа озбиљније музичке курсеве. Након кратких периода наступања у разним бендовима, усталио се као вокал глам метал бенда Winter Rose, са којима је објавио истоимени албум 1989. године.
Након што је 1990. године сазнао да Дрим Тијатер траже новог певача, послао им је своју демо траку и затим је позван на аудицију у Њујорк, где је изабран међу више од 200 кандидата. Након што је примљен за сталног певача, Лабри је одлучио да се представља својим средњим именом Џејмс, како би се избегла конфузија око чланова бенда, будући да је бенд у својим редовима већ имао једног Кевина (Мура), као и два Џона (Петручија и Мајанга).
Иако је Лабри током година учврстио своју позицију у бенду у толикој мери да га остали чланови данас сматрају незаменљивим, његова улога је од самог почетка била релативно мала. Како би избегли ситуацију коју су имали са претходним певачем Чарлијем Доминичијем, Петручи и Портној су одлучили да певача не би требало укључивати у креативни део посла, што је Лабри вољно прихватио. Међутим, остављена му је велика слобода у креирању вокалних мелодија, што је значајно утицало на стил бенда, а повремено је писао и текстове.
Значајан део Лабријеве каријере обележили су проблеми са гласом. Средином 1994. године, током одмора на Куби, оштетио је гласне жице повраћајући услед тровања храном. Иако су му лекари саветовали да одмара глас бар годину дана, недуго након овог инцидента кренуо је са Дрим Тијатером на дугу и напорну турнеју поводом албума Awake, што му је проузроковало даља оштећења гласа. По сопственом признању, глас му се није опоравио све до 1997. године, а 2000. године је поново доживео сличну повреду гласа, након чега је пао у депресију и нагло се угојио, што је резултовало још слабијим живим наступима. Године 2002. размишљао је о напуштању бенда, али су га остали чланови убедили да остане, да би му 2003. године, након серије нарочито лоших наступа, Петручи и Портној поставили ултиматум да се доведе у ред, што је Лабри и учинио. Од тада је променио режим живота и исхране и ангажовао нове вокалне тренере, што је резултовало значајним побољшањем његовог физичког стања и гласа, а почео је више и да се укључује у креативне процесе у бенду. Од албума Train Of Thought из 2003. године, присутан је за време стварања музике, а на албуму A Dramatic Turn Of Events из 2011. године кредитован је и као коаутор музике неколико песама.
Поред свог рада са Дрим Тијатер, Лабри је објавио и неколико соло албума, на којима је експлоатисао неке своје музичке идеје, за које није имао простора у матичном бенду. Лабријеве соло пројекте одликује нешто чвршћи, али и конвенционалнији звук него онај какав свира Дрим Тијатер. Осим соло пројеката, појавио се као гост на великом броју албума других музичара.
Тренутно живи у Торонту, са супругом и двоје деце. У слободно време кампује и скија и велики је љубитељ књижевности; неки од његових омиљених писаца су Ен Рајс и Ди Браун, а интересује се и за историју северноамеричких Индијанаца.

## Дискографија
Дрим Тијатер:
- (1992)
- (1993)
- (1994)
- (1995)
- (1997)
- (1998)
- (1999)
- (2000)
- (2002)
- (2003)
- (2004)
- (2005)
- (2006)
- (2007)
- (2008)
- (2008)
- (2009)
- (2011)
- (2013)
- (2013)
- (2014)
- (2016)
- (2019)
- (2020)
- (2021)
- (2025)

Соло пројекти:
- -  (1999)
- -  (2001)
- -  (2005)
- -  (2010)
- -  (2013)
- -  (2022)

Остали албуми:
- -  (1989)
- -  (1991)
- (1996)
- (1997)
- -  (1998)
- -  (1998)
- (1999)
- -  (2001)
- -  (2002)
- -  (2003)
- -  (2004)
- -  (2004)
- -  (2006)
- -  (2007)
- -  (2008)
- -  (2009)
- -  (2009)
- -  (2011)